# Масляненко, Дмитрий Антонович
Дми́трий Анто́нович Масляне́нко (1891—1955) — русский детский писатель, музыкальный деятель, энтузиаст и пропагандист русского самодеятельного музыкального творчества, один из активных участников массового музыкального движения 1920-х годов, журналист, ответственный секретарь журнала «Исторический вестник», секретарь редакции газеты «Смена» (Ленинград).

## Биография
Первая рецензия Дмитрия Масляненко появилась в октябрьском номере журнала «Исторический вестник» за 1908 год. С тех пор он проработал в журнале С. Н. Шубинского и Б. Б. Глинского почти десять лет вплоть до самого закрытия издания в 1917 году. Им были написаны свыше ста рецензий по самым разным отраслям знаний: типографскому делу, воздухоплаванию, астрономии, образованию, истории, литературе, поэзии Серебряного века, искусствоведению, военной истории, музыковедению и т. д.
Большинство рецензий Масляненко в настоящее время прочно забыто исследователями, за исключением нескольких: это рецензии о письмах А. П. Чехова, книгоиздателе И. Д. Сытине, воспоминаниях Е. Н. Водовозовой «На заре жизни». Авторы предисловия к изданию 1964 года «Воспоминания шестидесятницы» Э. С. Виленская и Л. И. Ройтберг отмечают высокую оценку мемуаров Водовозовой, которая была им дана в «Историческом вестнике» Дмитрием Масляненко: «…Точно вы читаете какой-то роман, госпожа Водовозова заставляет читателя так проникнуться всеми жизненными горестями и радостями героев своих воспоминаний, так сжиться с ними, так заинтересоваться их характерами, взглядами, деятельностью, привычками и пр., что со стороны автора, кроме литературного умения, требуется и ещё что-то, чем бы он мог настолько захватить внимание своего читателя».

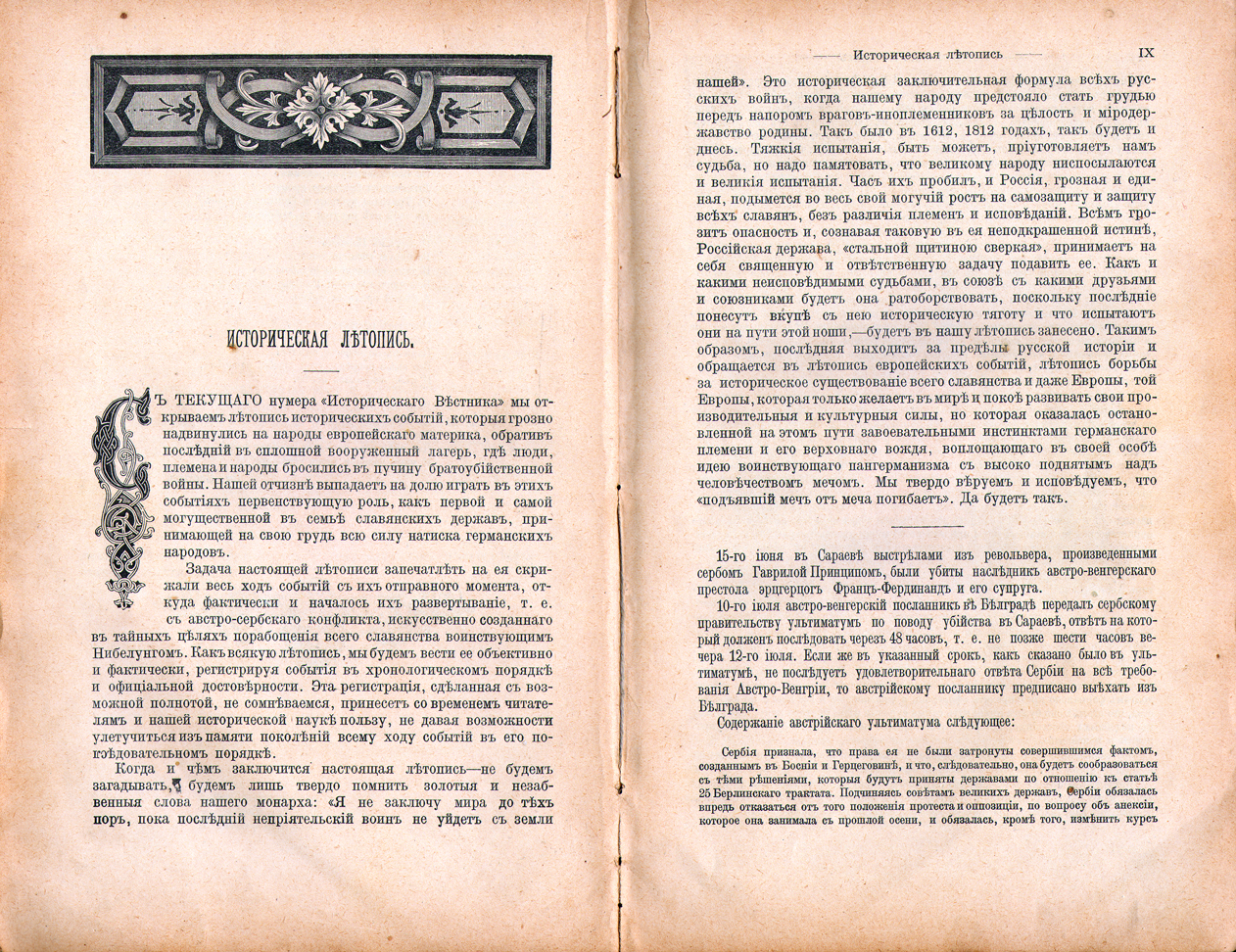
Первое появление злободневной «Исторической летописи» в августе 1914 г.

Помимо рецензий, подписанных чаще всего «М-о» или «Д. М.» или вовсе оставшихся без подписи, Масляненко начал публиковать самостоятельные статьи — в частности, им был написан некролог великого князя Константина Константиновича, известного в литературных кругах под псевдонимом «К. Р.», а также большая статья «Русские поэты о современной войне», посвящённая двум выпускам альманаха «Современная война в русской поэзии», составителем которого был Б. Б. Глинский. В сборники были включены стихи русских поэтов о войне — произведения В. Брюсова, А. Блока, Ф. Сологуба, З. Гиппиус, А. Ахматовой, К. Бальмонта, И. Северянина и многих других. Данный обзор находится в поле зрения брюсоведения и блоковедения для характеристики отношения этих поэтов к Первой мировой войне в оценке современников.
Б. Б. Глинский, став главным редактором журнала после смерти С. Н. Шубинского, сделал Д. А. Масляненко ответственным секретарём «Исторического вестника». Не переставая писать рецензий, под руководством Глинского Масляненко начал составлять раздел «Смесь», ранее наполнявшийся В. Р. Зотовым и Б. В. Никольским. С началом Первой мировой войны (с августовского номера 1914 года) в журнале появилась новая рубрика «Историческая летопись». Она печаталась без указания авторства перед основным текстом журнала и с отдельной пагинацией. Эту рубрику современных событий в историческом журнале также вёл Дмитрий Масляненко.

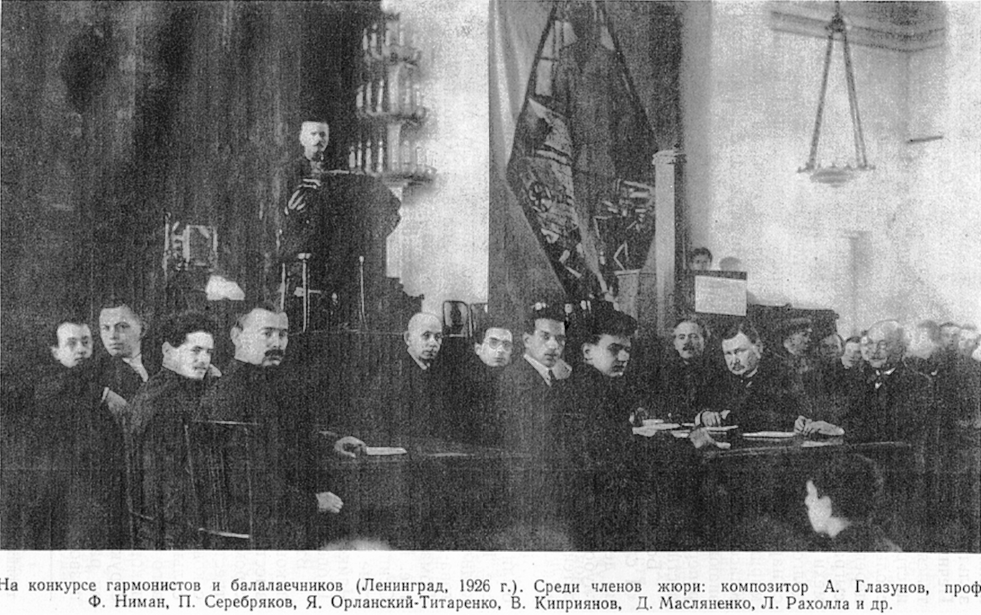
Д. А. Масляненко в жюри конкурса второй слева, Ленинград, 1926

Поскольку «Исторический вестник» был консервативно-монархическим изданием, тон «Исторической летописи» Дмитрия Масляненко носил шовинистический характер вопреки декларированной объективности и официальной достоверности. После революции Масляненко остался в России, в двадцатые и тридцатые годы он был известен как детский писатель, а также как музыкальный деятель и музыкальный критик, посвятивший себя пропаганде самодеятельной музыки и игры на народных инструментах. В своих статьях он обращался к народной русской песне в обработке А. К. Лядова, А. Н. Серова, А. П. Бородина, В. В. Андреева и других.
В эти годы он жил в Ленинграде и работал ответственным секретарём ленинградской комсомольской газеты «Смена». Так, осенью 1926 года в рамках пролеткультовской программы очищения советского музыкального репертуара от нэпманской «низкопробной музыки» газета «Смена» организовала смотр балалаечников и гармонистов. В числе организаторов конкурса были ученик основателя первого оркестра русских народных инструментов В. В. Андреева — В. П. Киприянов и секретарь редакции газеты «Смена» Д. А. Масляненко. Музыкальное жюри возглавлял композитор А. К. Глазунов. В составе жюри были руководитель и дирижёр оркестра русских народных инструментов имени В. В. Андреева Ф. А. Ниман, популярные гармонисты Я. Ф. Орланский-Титаренко и Л. Д. Раколла.
Вот как об этом событии писал сам Масляненко:

На седьмом этаже дома № 14 по Социалистической улице, где размещалась тогда редакция газеты «Смена», происходило в те дни нечто невероятное. На лифте и пешком поднимались сюда люди разных профессий, разного возраста 76-летний инвалид и школьник 8 лет, токари, врачи, слесари, инженеры и т. п. И к телефонным звонкам, к треску редакционных машинок присоединились звуки вальса, бренчали балалайки, разливались голосистые баяны, писклявые скромные двухрядки, саратовки, «Ливеньки», «Хромки». Какой-то безработный парикмахер с усами, как у Вильгельма II, несмотря на наши самые энергичные протесты, весь вечер демонстрировал в редакции свои достижения в художественном свисте. 

И все, кроме гармонистов и балалаечников, ругательски ругали «Смену» за то, что их не допускают к участию в конкурсе. На сообщение представителей редакции, что в будущем году состоится II конкурс-смотр, где можно будет играть на любом инструменте, хоть на «Кочерге», обиженные заявляли: «Почему в будущем, а не в нынешнем году? Почему цитре вход воспрещён? Почему гитару не допускаете?»— Д. А. Масляненко, «А. К. Глазунов и музыкальная самодеятельность 1920-х годов» Л.: Музгиз, 1960. Т. 2. — С. 128—145.

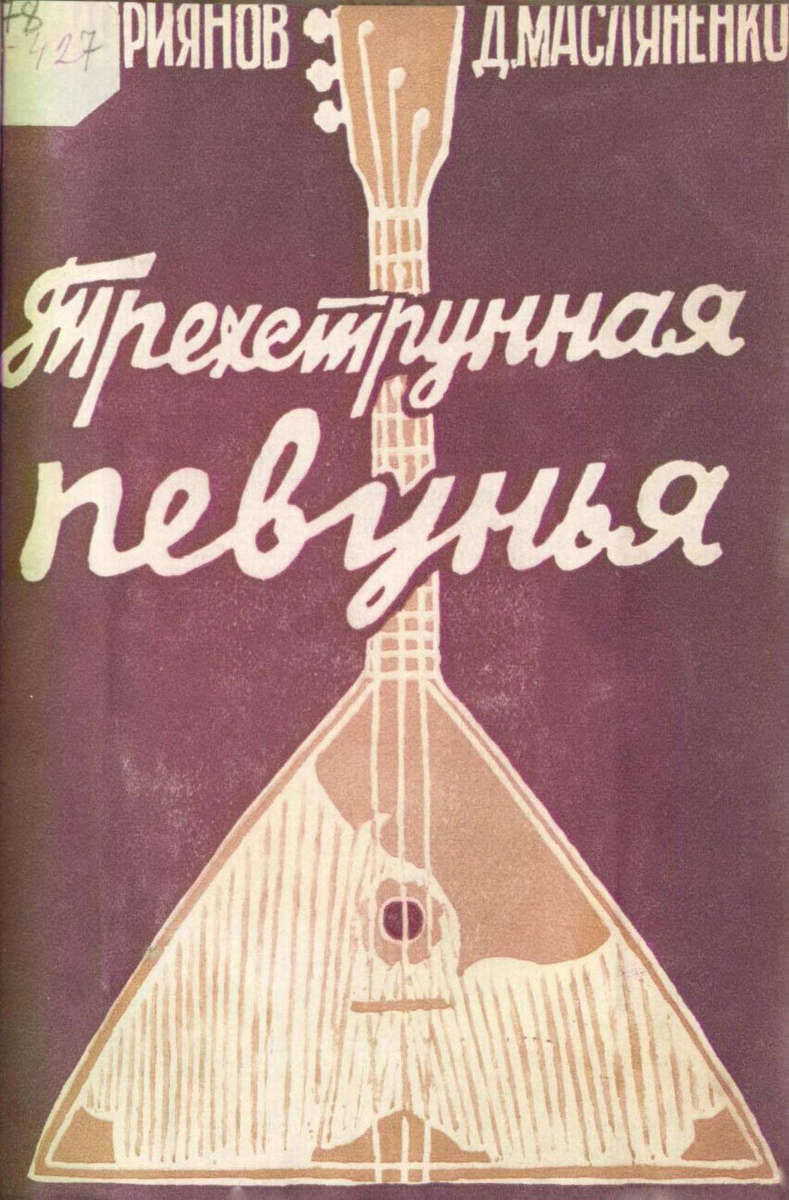
«Трёхструнная певунья. Балалайка» Обложка работы С. Зубарева

В 1929 году в издательстве «Красная газета» в соавторстве с тем же В. П. Киприяновым вышла книга «Трёхструнная певунья. Балалайка». В том же году совместно с М. О. Янковским, будущим руководителем ленинградского Театра музыкальной комедии, он опубликовал книгу «Затейники», также посвящённую музыкальной самодеятельности. Помимо музыкальной тематики он по-прежнему писал на самые злободневные темы. В 1930 году были выпущены две его книги, посвящённые госзаймам: в издательстве «Красная деревня» в соавторстве с Б. Зельдовичем вышла его агитационная брошюра «Заем. Пятилетка в четыре года в вопросах и ответах», посвящённая выпуску в июле 1930 года государственного внутреннего выигрышного займа «Пятилетка — в четыре года». В «Молодой гвардии» совместно с Иосифом Альбацем (с ним он поддерживал дружеские отношения в редакции газеты «Смена») была издана книга «Молодёжи о госзаймах». Эта книга получила критический отзыв на страницах газеты «Известия» в рецензии В. А. Попова.
Масляненко переписывался с композитором и музыкальным критиком Б. В. Асафьевым. В 1930 году им была также выпущена книга «Весёлая бригада» (Затейники-пионеры). Ряд статей Масляненко был посвящён военной истории: «Военное искусство наших предков», «Процесс пятидесяти двух» о неудавшемся восстании моряков-балтийцев в 1912 г.
В последующие годы Масляненко продолжал публиковаться в ленинградской прессе — газете «Вечерний Ленинград» и других печатных органах. В 1960 году в ленинградском отделении издательства «Музгиз» в двухтомнике «А. Глазунов, исследования, материалы, публикации, письма, в двух томах» вышла его работа «А. К. Глазунов и музыкальная самодеятельность 1920-х годов», в которой он ретроспективно оценивал музыкальное движение двадцатых годов в рамках советской музыковедческой парадигмы: «Ростки новой, советской культуры с каждым годом пробивались всё явственнее и сильнее… В клубах и красных уголках, в домпросветах и избах-читальнях, на предприятиях, в вузах, школах наша молодёжь, благодаря повседневной заботе и вниманию Коммунистической партии и Советской власти, приобщалась к культуре, жадно училась, развивалась, получала возможность проявить свои дарования в разных отраслях искусства».

### Статьи в «Историческом вестнике»
- 25-летие литературной деятельности Н. Н. Вентцеля. — Исторический вестник, 1914, май, стр. 748—754;
- Дом науки имени П. И. Макушина в Томске. — Исторический вестник, 1914, июль, стр. 217—224;
- Русские поэты о современной войне. — Исторический вестник, 1915, январь, стр. 230—251; июль, стр. 185—203;
- Великий князь Константин Константинович. (Некролог). — Исторический вестник, 1915, июль, стр. V—XXXIV;
- Сорокалетие газеты «Новое время». — Исторический вестник, 1916, апрель, стр. 166—193;
- Мининские торжества. — Исторический вестник, 1916, июнь, стр. 827—834;
- И. Д. Сытин. К 50-летию его издательской деятельности. — Исторический вестник, 1917, май-июнь, стр. 462—482.

### Библиография советского периода

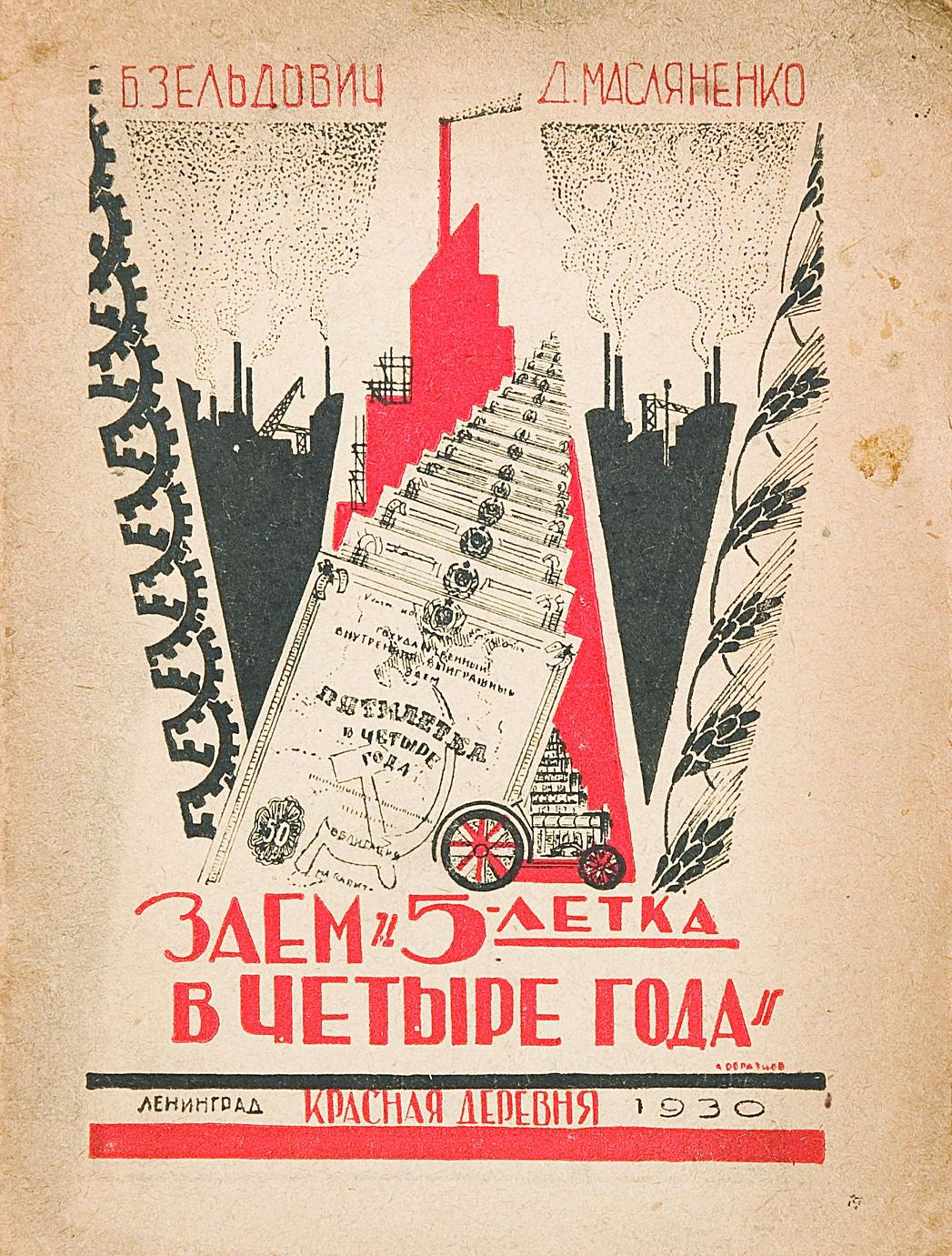
Обложка брошюры «Заем. Пятилетка в четыре года в вопросах и ответах», 1930